# Mesochorus bilineatus
Mesochorus bilineatus là một loài tò vò trong họ Ichneumonidae.